# كريستا بيترز
كريستا بيترز (بالألمانية: Christa Peters)‏ هي مصورة ألمانية، ولدت في 1933 في لوبيك في ألمانيا، وتوفيت في 1981 في لندن في المملكة المتحدة.